# Rozkoszna dziewczyna
Rozkoszna dziewczyna (niem. Bezauberndes Fräulein) – bajka muzyczna w czterech obrazach autorstwa Ralpha Benatzky’ego (muzyka i libretto). Prapremiera odbyła się w Wiedniu 24 maja 1933.

## Pierwowzór
Libretto powstało na podstawie farsy Paula Gavaulta pt. La petite chocolatière (pol. Córka króla czekolady).

## Treść
Tytułową bohaterką jest Anetka, jedyna córka miejscowego króla czekolady, właściciela wielomilionowego majątku. Jej samochód rozbija się nieoczekiwanie w pobliżu willi zamieszkanej przez trójkę przyjaciół (Pawła, Feliksa i Krystynę) i zmuszona jest szukać tam noclegu. Przypada jej do gustu gburowaty Paweł i zaczyna go kokietować, choć on zamierza poślubić córkę ważnego dyrektora departamentu – Ludwikę. Na skutek wielu intryg Anetce udaje się rozbić to narzeczeństwo i doprowadzić do własnego związku ze zrezygnowanym Pawłem.

## Rozkoszna dziewczynaw Polsce
Premiera polska odbyła się w Warszawie 19 lipca 1934. Libretto na język polski przetłumaczył Julian Tuwim, który również dodał do utworu kilka własnych piosenek. W wersji polskiej utwór podzielony jest na trzy akty zamiast pierwotnych czterech obrazów (scen). Wystawiano tę sztukę m.in. w:
- Teatrze Ziemi Pomorskiej w Toruniu (1935, reż. Bolesław Mierzejewski)
- Teatrze Miejskim im. Juliusza Słowackiego w Krakowie (1936, reż. Wacław Radulski)
- Theater der Stadt Warschau (pol. Teatrze Miasta Warszawy) (1943, reż. Wacław Julicz)
- Teatrze Miejskim w Białymstoku (1946, reż. Jerzy Śliwiński)
- Teatrze Nowym w Poznaniu (1946, reż. Tadeusz Chmielewski)
- Teatrze Komedia Muzyczna w Szczecinie (1946, reż. Jerzy Śliwiński)
- Teatrze Polskim w Bydgoszczy (1946, reż. Bronisław Kassowski)
- Teatrze Dramatycznym Marynarki Wojennej w Gdyni (1947, reż. Jerzy Merunowicz)
- Teatrze Miejskim w Sosnowcu (1947, reż. Ryszard Wasilewski)
- Teatrze Muzycznym im. Żołnierza Polskiego w Lublinie (1948, reż. Tadeusz Wołowski)
- Teatrze Miejskim w Rzeszowie (1948, reż. Antoni Kaczorowski)
- Teatrach Miejskich w Częstochowie (1948, reż. Artur Kwiatkowski)
- Teatrze „Osa” w Łodzi (1948, reż. Tadeusz Wołowski)
- Teatrze Miejskim im. Wojciecha Bogusławskiego w Kaliszu (1948, reż. Stanisław Winiecki)
- Poznańskiej Komedii Muzycznej (1956, reż. Zbigniew Szczerbowski)
- Operetce w Łodzi (1960, reż. Danuta Baduszkowa)
- Teatrze Muzycznym w Gdyni (1961, reż. Jan Orsza-Łukasiewicz)
- Operetce w Szczecinie (1961, reż. Edmund Wayda)
- Teatrze Syrena w Warszawie (1997, reż. Barbara Borys-Damięcka)

## Ekranizacja
- Bezauberndes Fräulein (1953, reż. Georg Thomalla)[3]